# 上野照夫
上野照夫（うえの　てるお、1907年10月22日 - 1976年1月17日）は、日本の美術史学者、京都大学名誉教授。専門はインド美術、ヒンドゥー教美術。

## 来歴
徳島県出身。1932年京都帝国大学文学部美学美術史学科卒。1951年京大文学部美術史学科教授。71年定年退官、名誉教授。

## 著書
- 『日本肖像画』弘文堂書房 教養文庫 1940
- 『インド』保育社 1963 カラーブックス
- 『インドの美術』中央公論美術出版 1964
- 『インド美術論考』平凡社 1973
- 『インド紀行』中央公論社 1988

## 共著
- 『法隆寺』村田治郎、佐藤辰三共著 毎日新聞社 1960
- 『インド美術』高田修共著 日本経済新聞社 1965

## 参考
- 上野照夫とは - コトバンク

| スタブアイコン | サブスタブ | この項目は、まだ閲覧者の調べものの参照としては役立たない、人物に関連した書きかけの項目です。この項目を加筆・訂正などしてくださる協力者を求めています（P:人物伝/PJ:人物伝）。 |